# Александровка (Матвеево-Курганский район)
Алекса́ндровка — село в Матвеево-Курганском районе Ростовской области.
Входит в состав Алексеевского сельского поселения.

## История
Село Александровка было основано в 1777 году на землях, пожалованных императрицей Екатериной II донскому атаману Алексею Ивановичу Иловайскому за его заслуги перед Отечеством.

## География

### Улицы
| - ул. 1-я Дачная, - ул. 2-я Дачная, - ул. 3-я Дачная, - ул. Горького, - ул. Калинина, - ул. Комарова, | - ул. Комсомольская, - ул. Космонавтов, - ул. Молодёжная, - ул. Московская, - ул. Набережная, - ул. Пятихатки. |

## Население
| 2010 |
| ---- |
| 759  |

### Известные люди
В селе родилась Герой Социалистического Труда Вера Кучеренко.

## Достопримечательности
- Церковь Алексия, человека Божия